# اما کینما
اما کینما (به انگلیسی: Emma Kinema) سازمان‌دهنده اتحادیه کارگری و برنامه‌نویس بازی ویدئویی آمریکایی است.
او یک زن ترنس است.